# Anii 1470
Secole: Secolul al XV-lea - Secolul al XVI-lea - Secolul al XVII-lea
Decenii: Anii 1420 Anii 1430 Anii 1440 Anii 1450 Anii 1460 - Anii 1470 - Anii 1480 Anii 1490 Anii 1500 Anii 1510 Anii 1520
Ani: 1470 | 1471 | 1472 | 1473 | 1474 | 1475 | 1476 | 1477 | 1478 | 1479